# 가야르드섬

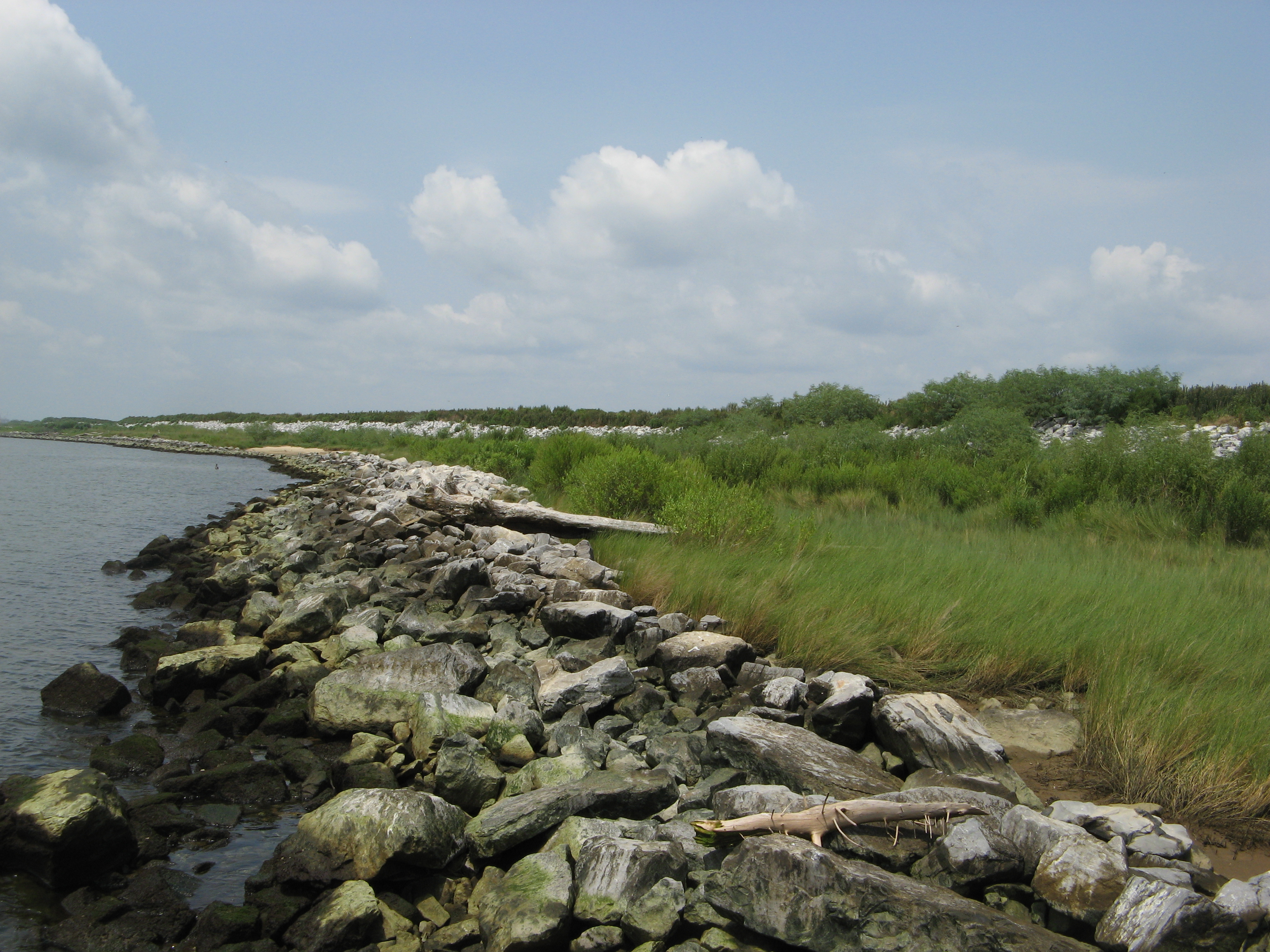
가야르드 섬의 해안선

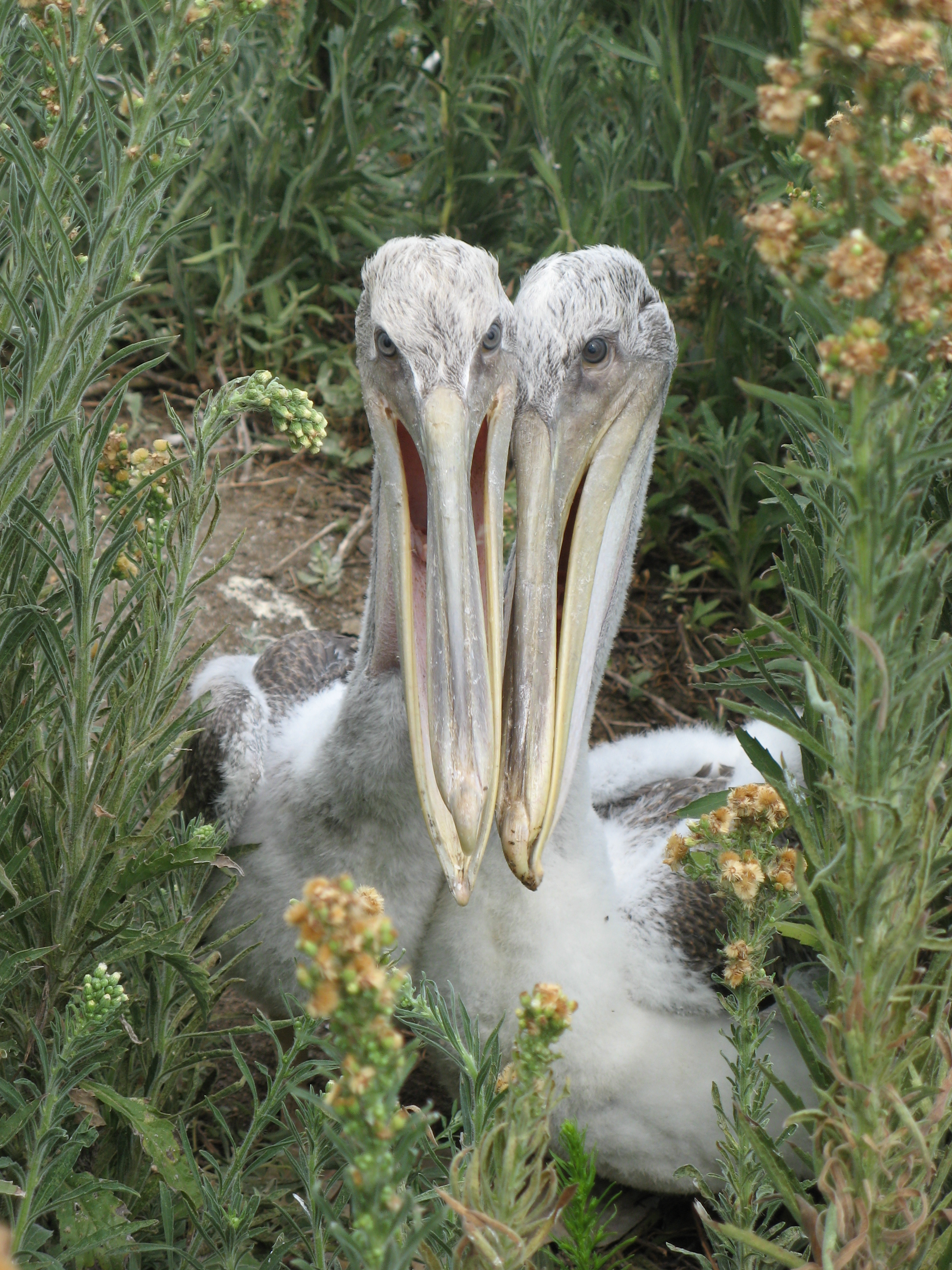
Gaillard 섬에서 부화한 어린 갈색 펠리컨

가야르드섬(Gaillard Island)은 앨라배마주 모빌 근처의 모빌 만에 있는 인공섬으로, 1979년에 미국 육군 공병대가 모빌 만의 수로와 다른 곳에서 준설된 모래와 진흙으로 조성했다. 이 섬은 앨라배마주 해안에 서식하는 조류들의 중요한 서식지이며, 1983년에 처음 확인된 이래 앨라배마주에서 갈색 펠리컨이 둥지를 트는 것으로 알려진 유일한 서식지이다.